# Andowiak paramoński
Andowiak paramoński (Thomasomys paramorum) – gatunek ssaka z podrodziny bawełniaków (Sigmodontinae) w obrębie rodziny chomikowatych (Cricetidae).

## Zasięg występowania
Andowiak paramoński występuje w zachodnich Andach w południowej Kolumbii i w Andach w Ekwadorze na południe od Huancabamba Depression.

## Taksonomia
Gatunek po raz pierwszy zgodnie z zasadami nazewnictwa binominalnego opisał w 1898 roku amerykański zoolog Oldfield Thomas nadając mu nazwę Thomasomys paramorum. Holotyp pochodził z Urbiny (1°30′00″S 78°44′00″W/-1,500000 -78,733333), zaledwie kilka kilometrów na południowy wschód od Chimborazo, w prowincji Chimborazo, w Ekwadorze. 
Gatunek ten wykazuje pewien polimorfizm geograficzny w zakresie kilku cech, co sugeruje istnienie kompleksu gatunkowego. Autorzy Illustrated Checklist of the Mammals of the World uznają ten takson za gatunek monotypowy.

### Etymologia
- Thomasomys: Oldfield Thomas (1858–1929), brytyjski zoolog, teriolog; gr. μυς mus, μυος muos „mysz”[7].
- paramorum: paramo (hiszp. páramo), formacja roślinna o charakterze trawiastym i zaroślowym występująca w Andach powyżej górnej granicy lasu na obszarach o klimacie zimnym i wilgotnym[8][9].

## Morfologia
Długość ciała (bez ogona) 84–114 mm, długość ogona 113–133 mm, długość ucha 23–26 mm, długość tylnej stopy 15–19 mm; masa ciała 17–26 g. 

## Ekologia
Występuje na wysokości między 2000 a 4300 m n.p.m.. Gryzoń ten zajmuje deszczowe, górskie lasy, w gąszczu roślin z rodzaju Polylepis w paramo i w ekotonie między krzewiastym paramo, a lasem. Preferuje brzegi małych strumieni.

## Populacja
Rzadki mało powszechny

## Zagrożenia
Główne zagrożenia to wylesianie, fragmentacja siedliska, i rolnictwo.